# Parotocinclus prata
Parotocinclus prata es una especie de peces de la familia Loricariidae en el orden de los Siluriformes.

## Morfología
Los machos pueden llegar alcanzar los 4,2 cm de longitud total.

## Distribución geográfica
Se encuentran en Sudamérica: Rio da Prata, cuenca del São Francisco en el sureste del Brasil.